# Liste des dirigeants de la Corée du Nord
Ce tableau présente la liste des dirigeants de la république populaire démocratique de Corée, depuis la création des différents postes.

## Histoire
À la fin de la Seconde Guerre mondiale, l'Union soviétique occupe la moitié nord de la Corée et crée en 1946 le Comité populaire provisoire de la Corée du Nord, présidé par Kim Il-sung. Le 9 septembre 1948, la RPDC est proclamée, également dirigée par Kim Il-sung.
Les chefs suprêmes de la RPDC sont successivement Kim Il-sung, son fils Kim Jong-il et son petit-fils Kim Jong-un. Dans ce rôle, ils n’ont pas de titres réguliers, mais tous dirigent le Parti des travailleurs de Corée - avec le titre de président de 1948 à 1966, de secrétaire général de 1966 à 2011, de premier secrétaire de 2011 à 2016, de président à nouveau de 2016 à 2021 et de nouveau secrétaire général depuis 2021- pendant presque toute leur période de pouvoir. Même s'ils ont l'apparence d'une dynastie, il n'y a pas de succession formelle.
De 1948 à 1972, le chef de l'État est le président du Comité permanent de l'Assemblée populaire suprême (APS). En 1972, la constitution est modifiée pour créer une présidence exécutive. Kim Il-sung, qui avait été Premier ministre de la Corée du Nord depuis la création de la RPDC, est élu président de Corée du Nord à l'unanimité par l'Assemblée populaire suprême, le 28 décembre 1972. Il occupe ce poste jusqu'à sa mort le 8 juillet 1994. Il est proclamé « Président éternel de la République » par un amendement de la Constitution en 1998. Jusqu'en 2019, les fonctions honorifiques du chef de l’État sont exercées par le président du Présidium de l'APS.
En 2019, à la suite d'un amendement constitutionnel, les fonctions de chef de l'état sont remises au président de la Commission des affaires de l'État, poste occupé par Kim Jong-un depuis 2016.
Kim Jong-il hérite du contrôle quasi absolu de son père sur le pays,,. Bien qu'il ait été le successeur désigné de son père depuis au moins 1991, il lui a fallu trois ans pour consolider pleinement son pouvoir. Il est élu secrétaire général du parti du travail de Corée en 1997 et est réélu président de la Commission de la défense nationale en 1998. Il dirige le pays jusqu'à sa mort le 17 décembre 2011.
Après la mort de Kim Jong-il son fils, Kim Jong-un, lui succède et est reconnu publiquement comme « Chef suprême », après l'hommage militaire, lors des funérailles de Kim Jong-il, le 29 décembre 2011.
Parallèlement, les trois hommes sont présidents de la Commission de la défense nationale (CDN) et détiennent le commandement suprême des forces armées de la Corée du Nord. En 2016, le comité est dissous et remplacé par la Commission des affaires de l'État.
Une autre institution importante est l'Assemblée populaire suprême (APS), dont les sessions sont présidées par le président de l'Assemblée populaire suprême.
De 1997 à 2019, le président de l'APS, premier ministre et président de la Commission de la défense nationale a officiellement formé un triumvirat à la tête du pouvoir exécutif, doté de pouvoirs équivalant à un tiers des pouvoirs du président dans d’autres systèmes présidentiels. Le président de l'APS dirige les affaires étrangères et reçoit les lettres de créance des ambassadeurs, le premier ministre s'occupe de la politique intérieure et le président de la CDN commande les forces armées. Dans la pratique, cependant, le président de la Commission de la défense nationale (qui a également été à la tête du PTC) a exercé un véritable pouvoir, un bureau constitutionnellement défini comme le « poste le plus élevé de l’État ».

## Dirigeants de l'État
La Constitution de la Corée du Nord reconnaît le titre de « Dirigeant suprême » depuis 1998.
Elle reconnaît aussi le titre de « Guide suprême » depuis 2009, date à laquelle le président de la Commission de la défense nationale a été officiellement désigné comme « guide suprême de la République populaire démocratique de Corée ». Il a été légèrement modifié en 2012, avec « président » remplacé par « premier président ». Il a été modifié en 2016 pour tenir compte du remplacement du Commission de la défense nationale par la Commission des affaires de l'État.

### Générations
- Première génération
- Seconde génération
- Troisième génération

Les mandats en gras indique la position la plus élevée dans le Parti du travail de Corée.
|                                                                               | Kim Il-sung 김일성 (1912–1994)                 |                                                       |                       |
| Commandant suprême de l'Armée populaire de Corée                              | 8 février 1948 – 24 décembre 1991              | 9 septembre 1948 ↓ 8 juillet 1994 (45 ans, 302 jours) | Juche (Dix principes) |
| Premier ministre du Cabinet de la Corée du Nord                               | 9 septembre 1948 – 28 décembre 1972            | 9 septembre 1948 ↓ 8 juillet 1994 (45 ans, 302 jours) | Juche (Dix principes) |
| Président du Comité Central du Parti du travail de Corée                      | 30 juin 1949– 11 octobre 1966                  | 9 septembre 1948 ↓ 8 juillet 1994 (45 ans, 302 jours) | Juche (Dix principes) |
| Président de la Commission militaire centrale du PTC                          | 26 juin 1950 – 8 juillet 1994                  | 9 septembre 1948 ↓ 8 juillet 1994 (45 ans, 302 jours) | Juche (Dix principes) |
| Secrétaire Général du Comité Central du Parti du travail de Corée             | 11 octobre 1966 – 8 juillet 1994               | 9 septembre 1948 ↓ 8 juillet 1994 (45 ans, 302 jours) | Juche (Dix principes) |
| Président de la Corée du Nord                                                 | 28 décembre 1972 – 8 juillet 1994              | 9 septembre 1948 ↓ 8 juillet 1994 (45 ans, 302 jours) | Juche (Dix principes) |
| Président de la Commission de défense nationale de Corée du Nord              | 28 décembre 1972 – 9 avril 1993                | 9 septembre 1948 ↓ 8 juillet 1994 (45 ans, 302 jours) | Juche (Dix principes) |
| « Président éternel de la République »                                        | 5 septembre 1998 – Titre à caractère perpétuel | 9 septembre 1948 ↓ 8 juillet 1994 (45 ans, 302 jours) | Juche (Dix principes) |
|                                                                               | Kim Jong-il 김정일 (1941–2011)                 |                                                       | Juche (Dix principes) |
| Commandant suprême de l'Armée populaire de Corée                              | 24 décembre 1991 – 7 décembre 2011             | 8 juillet 1994 ↓ 17 décembre 2011 (17 ans, 162 jours) | Juche (Dix principes) |
| Secrétaire Général de la Commission de la défense nationale de Corée du Nord. | 9 avril 1993 – 17 décembre 2011                | 8 juillet 1994 ↓ 17 décembre 2011 (17 ans, 162 jours) | Juche (Dix principes) |
| Secrétaire Général du Parti du travail de Corée                               | 8 octobre 1997 – 17 décembre 2011              | 8 juillet 1994 ↓ 17 décembre 2011 (17 ans, 162 jours) | Juche (Dix principes) |
| Président de la Commission militaire centrale du PTC                          | 8 octobre 1997 – 17 décembre 2011              | 8 juillet 1994 ↓ 17 décembre 2011 (17 ans, 162 jours) | Juche (Dix principes) |
| « Secrétaire Général Éternel du Parti du travail de Corée »                   | 11 avril 2012 – Titre à vie                    | 8 juillet 1994 ↓ 17 décembre 2011 (17 ans, 162 jours) | Juche (Dix principes) |
| « Président Éternel de la Commission de défense nationale de la RPDC »        | 13 avril 2012 – 29 juin 2016                   | 8 juillet 1994 ↓ 17 décembre 2011 (17 ans, 162 jours) | Juche (Dix principes) |
|                                                                               | Kim Jong-un 김정은 (né en 1983)                |                                                       | Juche (Dix principes) |
| Commandant suprême de l'Armée populaire de Corée                              | 30 décembre 2011 – En cours                    | 17 décembre 2011 ↓ En cours (13 ans, 126 jours)       | Juche (Dix principes) |
| Premier Secrétaire du Parti du travail de Corée                               | 11 avril 2012 – 9 mai 2016                     | 17 décembre 2011 ↓ En cours (13 ans, 126 jours)       | Juche (Dix principes) |
| Président de la Commission militaire centrale du PTC                          | 11 avril 2012 – En cours                       | 17 décembre 2011 ↓ En cours (13 ans, 126 jours)       | Juche (Dix principes) |
| Premier Président de la Commission de la défense nationale de Corée du Nord.  | 13 avril 2012 – 29 juin 2016                   | 17 décembre 2011 ↓ En cours (13 ans, 126 jours)       | Juche (Dix principes) |
| Président du Parti du travail de Corée                                        | 9 mai 2016 – 11 janvier 2021                   | 17 décembre 2011 ↓ En cours (13 ans, 126 jours)       | Juche (Dix principes) |
| Président de la Commission des affaires de l'État.                            | 29 juin 2016 – En cours                        | 17 décembre 2011 ↓ En cours (13 ans, 126 jours)       | Juche (Dix principes) |
| Secrétaire Général du Parti du travail de Corée                               | 11 janvier 2021 – En cours                     |                                                       | Juche (Dix principes) |

## Chefs de l'État
| #                                                              | Nom de temple     | Nom de temple               | Nom de temple | Nom de temple | Parti             | Parti | Dates du mandat  | Dates du mandat   |
| #                                                              | Occidentalisation | Occidentalisation           | Hangeul       | Hanja         | Parti             | Parti | Dates du mandat  | Dates du mandat   |
| -------------------------------------------------------------- | ----------------- | --------------------------- | ------------- | ------------- | ----------------- | ----- | ---------------- | ----------------- |
| Président du Comité permanent de l'Assemblée populaire suprême |                   |                             |               |               |                   |       |                  |                   |
| 1                                                              |                   | Kim Tu-bong (1886-1958)     | 김두봉        | 金枓奉        |                   | PTC   | 9 septembre 1948 | 20 septembre 1957 |
| 2                                                              |                   | Choi Yong-kun (1900-1976)   | 최용건        | 崔庸健        | 20 septembre 1957 | PTC   | 28 décembre 1972 |                   |
| Président de la République                                     |                   |                             |               |               |                   |       |                  |                   |
| 3                                                              |                   | Kim Il-sung (1912-1994)     | 김일성        | 金日成        |                   | PTC   | 28 décembre 1972 | 8 juillet 1994    |
| Président du Présidium de l'Assemblée populaire suprême        |                   |                             |               |               |                   |       |                  |                   |
| 4                                                              |                   | Yang Hyong-sop (1925-2022)  | 양형섭        | 楊亨燮        |                   | PTC   | 8 juillet 1994   | 5 septembre 1998  |
| 5                                                              |                   | Kim Yong-nam (né en 1928)   | 김영남        | 金永南        | 5 septembre 1998  | PTC   | 11 avril 2019    |                   |
| 6                                                              |                   | Choe Ryong-hae (né en 1950) | 최룡해        | 崔龍海        | 11 avril 2019     | PTC   | 12 juillet 2019  |                   |
| Président de la Commission des affaires de l'État              |                   |                             |               |               |                   |       |                  |                   |
| 7                                                              |                   | Kim Jong-un (né en 1984)    | 김정은        | 金正恩        |                   | PTC   | 12 juillet 2019  | En cours          |

## Dirigeants duparti

Drapeau du parti du travail de Corée.

| #                                               | Nom de temple                                   | Nom de temple            | Nom de temple | Nom de temple | Dates du mandat | Dates du mandat  |
| #                                               | Occidentalisation                               | Occidentalisation        | Hangeul       | Hanja         | Dates du mandat | Dates du mandat  |
| ----------------------------------------------- | ----------------------------------------------- | ------------------------ | ------------- | ------------- | --------------- | ---------------- |
| Président du Parti du travail de Corée du Nord  |                                                 |                          |               |               |                 |                  |
| 1                                               |                                                 | Kim Tu-bong (1886-1958)  | 김두봉        | 金枓奉        | 28 août 1946    | 30 juin 1949     |
| Président du Parti du travail de Corée          |                                                 |                          |               |               |                 |                  |
| 2                                               |                                                 | Kim Il-sung (1912-1994)  | 김일성        | 金日成        | 30 juin 1949    | 11 octobre 1966  |
| 2                                               | Secrétaire général du Parti du travail de Corée | Kim Il-sung (1912-1994)  | 김일성        | 金日成        |                 |                  |
| 2                                               | 11 octobre 1966                                 | Kim Il-sung (1912-1994)  | 김일성        | 金日成        | 8 juillet 1994  |                  |
| 3                                               |                                                 | Kim Jong-il (1942-2011)  | 김정일        | 金正日        | 8 octobre 1997  | 17 décembre 2011 |
| Premier secrétaire du Parti du travail de Corée |                                                 |                          |               |               |                 |                  |
| 4                                               |                                                 | Kim Jong-un (né en 1984) | 김정은        | 金正恩        | 11 avril 2012   | 9 mai 2016       |
| 4                                               | Président du Parti du travail de Corée          | Kim Jong-un (né en 1984) | 김정은        | 金正恩        |                 |                  |
| 4                                               | 9 mai 2016                                      | Kim Jong-un (né en 1984) | 김정은        | 金正恩        | 11 janvier 2020 |                  |
| 4                                               | Secrétaire général du Parti du travail de Corée | Kim Jong-un (né en 1984) | 김정은        | 金正恩        |                 |                  |
| 4                                               | 11 janvier 2020                                 | Kim Jong-un (né en 1984) | 김정은        | 金正恩        | En cours        |                  |

## Chefs du gouvernement
Le gouvernement est dirigé par le premier ministre du Conseil de l'administration, devenu le premier ministre du Cabinet.
| #                                               | Nom de temple               | Nom de temple              | Nom de temple | Nom de temple | Parti            | Parti | Dates du mandat  | Dates du mandat  |
| #                                               | Occidentalisation           | Occidentalisation          | Hangeul       | Hanja         | Parti            | Parti | Dates du mandat  | Dates du mandat  |
| ----------------------------------------------- | --------------------------- | -------------------------- | ------------- | ------------- | ---------------- | ----- | ---------------- | ---------------- |
| Premier ministre du Cabinet                     |                             |                            |               |               |                  |       |                  |                  |
| 1                                               |                             | Kim Il-sung (1912-1994)    | 김일성        | 金日成        |                  | PTC   | 9 septembre 1948 | 28 décembre 1972 |
| Premier ministre du Conseil de l'administration |                             |                            |               |               |                  |       |                  |                  |
| 2                                               |                             | Kim Il (1910-1984)         | 김일          | 金一          |                  | PTC   | 28 décembre 1972 | 29 avril 1976    |
| 3                                               |                             | Pak Sung-chul (1913-2008)  | 박성철        | 朴成哲        | 19 avril 1976    | PTC   | 16 décembre 1977 |                  |
| 4                                               |                             | Li Jong-ok (1916-1999)     | 리종옥        | 李鍾玉        | 16 décembre 1977 | PTC   | 27 janvier 1984  |                  |
| 5                                               |                             | Kang Song-san (1931-2007)  | 강성산        | 姜成山        | 27 janvier 1984  | PTC   | 29 décembre 1986 |                  |
| 6                                               |                             | Li Gun-mo (1926-2001)      | 이근모        | 李根模        | 29 décembre 1986 | PTC   | 12 décembre 1988 |                  |
| 7                                               |                             | Yon Hyong-muk (1931-2005)  | 연형묵        | 延亨默        | 12 décembre 1988 | PTC   | 11 décembre 1992 |                  |
| (5)                                             |                             | Kang Song-san (1931-2007)  | 강성산        | 姜成山        | 11 décembre 1992 | PTC   | 21 février 1997  |                  |
| 8                                               |                             | Hong Song-nam (1929-2009)  | 홍성남        | 洪成南        | 21 février 1997  | PTC   | 5 septembre 1998 |                  |
| 8                                               | Premier ministre du Cabinet | Hong Song-nam (1929-2009)  | 홍성남        | 洪成南        |                  | PTC   |                  |                  |
| 8                                               | 5 septembre 1998            | Hong Song-nam (1929-2009)  | 홍성남        | 洪成南        | 3 septembre 2003 | PTC   |                  |                  |
| 9                                               |                             | Pak Pong-ju (né en 1939)   | 박봉주        | 朴鳳柱        | 3 septembre 2003 | PTC   | 11 avril 2007    |                  |
| 10                                              |                             | Kim Yong-il (né en 1944)   | 김영일        | 金英日        | 11 avril 2007    | PTC   | 7 juin 2010      |                  |
| 11                                              |                             | Choe Yong-rim (né en 1930) | 최영림        | 崔永林        | 7 juin 2010      | PTC   | 1er avril 2013   |                  |
| (9)                                             |                             | Pak Pong-ju (né en 1939)   | 박봉주        | 朴鳳柱        | 1er avril 2013   | PTC   | 11 avril 2019    |                  |
| 12                                              |                             | Kim Jae-ryong (né en 1959) | 김재룡        | 金才龍        | 11 avril 2019    | PTC   | 13 août 2020     |                  |
| 13                                              |                             | Kim Tok-hun (né en 1961)   | 김덕훈        | 金德訓        | 13 août 2020     | PTC   | 29 décembre 2024 |                  |
| 14                                              |                             | Pak Thae-song (né en 1955) | 박태성        | 朴泰成        | 29 décembre 2024 | PTC   | en cours         |                  |

## Chefs du parlement

### Président du Présidium de l'Assemblée populaire suprême
| # | Photo | Nom de temple               | Nom de temple | Nom de temple | Parti            | Parti | Dates du mandat | Dates du mandat  |
| # | Photo | Occidentalisation           | Hangeul       | Hanja         | Parti            | Parti | Dates du mandat | Dates du mandat  |
| - | ----- | --------------------------- | ------------- | ------------- | ---------------- | ----- | --------------- | ---------------- |
| 1 |       | Yang Hyong-sop (1925-2022)  | 양형섭        | 楊亨燮        |                  | PTC   | 8 juillet 1994  | 5 septembre 1998 |
| 2 |       | Kim Yong-nam (né en 1928)   | 김영남        | 金永南        | 5 septembre 1998 | PTC   | 11 avril 2019   |                  |
| 3 |       | Choe Ryong-hae (né en 1950) | 최룡해        | 崔龍海        | 11 avril 2019    | PTC   | En cours        |                  |

### Chef de l'Assemblée populaire suprême
| #                                                              | Nom de temple     | Nom de temple              | Nom de temple | Nom de temple | Parti             | Parti | Dates du mandat  | Dates du mandat   |
| #                                                              | Occidentalisation | Occidentalisation          | Hangeul       | Hanja         | Parti             | Parti | Dates du mandat  | Dates du mandat   |
| -------------------------------------------------------------- | ----------------- | -------------------------- | ------------- | ------------- | ----------------- | ----- | ---------------- | ----------------- |
| Président du Comité permanent de l'Assemblée populaire suprême |                   |                            |               |               |                   |       |                  |                   |
| 1                                                              |                   | Kim Du-bong (1886-1958)    | 김두봉        | 金枓奉        |                   | PTC   | 9 septembre 1948 | 20 septembre 1957 |
| 2                                                              |                   | Choi Yong-kun (1900-1976)  | 최용건        | 崔庸健        | 20 septembre 1957 | PTC   | 28 décembre 1972 |                   |
| 3                                                              |                   | Hwang Jang-yop (1923-2010) | 황장엽        | 黃長燁        | 28 décembre 1972  | PTC   | 7 avril 1983     |                   |
| 4                                                              |                   | Yang Hyong-sop (1925-2022) | 양형섭        | 楊亨燮        | 7 avril 1983      | PTC   | 5 septembre 1998 |                   |
| Président de l'Assemblée populaire suprême                     |                   |                            |               |               |                   |       |                  |                   |
| 5                                                              |                   | Choe Thae-bok (1930-2024)  | 최태복        | 崔泰福        |                   | PTC   | 5 septembre 1998 | 11 avril 2019     |
| 6                                                              |                   | Pak Thae-song (né en 1955) | 박태성        | 朴泰成        | 11 avril 2019     | PTC   | 17 janvier 2023  |                   |
| 7                                                              |                   | Pak In-chol (né en 1960)   | 박인철        | 樸仁哲        | 17 janvier 2023   | PTC   | en cours         |                   |

## Chefs de l'armée

Drapeau de l'armée populaire de Corée.

| #                                                                        | Nom de temple                                                | Nom de temple            | Nom de temple | Nom de temple | Dates du mandat | Dates du mandat  |
| #                                                                        | Occidentalisation                                            | Occidentalisation        | Hangeul       | Hanja         | Dates du mandat | Dates du mandat  |
| ------------------------------------------------------------------------ | ------------------------------------------------------------ | ------------------------ | ------------- | ------------- | --------------- | ---------------- |
| Président du Comité militaire central du parti des travailleurs de Corée |                                                              |                          |               |               |                 |                  |
| 1                                                                        |                                                              | Kim Il-sung (1912-1994)  | 김일성        | 金日成        | 1950            | 28 décembre 1972 |
| 1                                                                        | Président du Comité de la défense nationale de Corée du Nord | Kim Il-sung (1912-1994)  | 김일성        | 金日成        |                 |                  |
| 1                                                                        | 28 décembre 1972                                             | Kim Il-sung (1912-1994)  | 김일성        | 金日成        | 9 avril 1993    |                  |
| 2                                                                        |                                                              | Kim Jong-il (1942-2011)  | 김정일        | 金正日        | 8 octobre 1997  | 17 décembre 2011 |
| 3                                                                        |                                                              | Kim Jong-un (né en 1983) | 김정은        | 金正恩        | 13 avril 2012   | 29 juin 2016     |
| 3                                                                        | Président de la Commission des affaires de l'État            | Kim Jong-un (né en 1983) | 김정은        | 金正恩        |                 |                  |
| 3                                                                        | 29 juin 2016                                                 | Kim Jong-un (né en 1983) | 김정은        | 金正恩        | En cours        |                  |

## Président de la république populaire démocratique
| # | Nom du temple     | Nom du temple           | Nom du temple | Nom du temple | Date du mandat                  |
| # | Occidentalisation | Occidentalisation       | Hangeul       | Hanga         | Date du mandat                  |
| - | ----------------- | ----------------------- | ------------- | ------------- | ------------------------------- |
| 1 |                   | Kim Il-sung (1912-1994) | 김일성        | 金日成        | 9 septembre 1948-8 juillet 1994 |

## Secrétaire Général du Comité Central duParti du travail de Corée
|                   | Nom du temple     | Nom du temple           | Nom du temple | Nom du temple | Date du mandat                  |
| Occidentalisation | Occidentalisation | Hangeul                 | Hanga         |               | Date du mandat                  |
| ----------------- | ----------------- | ----------------------- | ------------- | ------------- | ------------------------------- |
| 1                 |                   | Kim Il-sung (1912-1994) | 김일성        | 金日成        | 11 octobre 1966-8 juillet 1994  |
| 2                 |                   | Kim Jong-il (1942-2011) | 김정일        | 金正日        | 8 octobre 1997-17 décembre 2011 |